# 華月 (Raphael)
華月（かづき、1981年4月7日 - 2000年10月31日）は、ヴィジュアル系バンドRaphaelのコンセプトリーダーでありギタリスト。全楽曲のうち8割以上の作曲と、全ての作詞を手掛けるメインコンポーザーでもあった。本名は渡辺 和樹（わたなべ かずき）、愛称は「かじゅりん」「姫」。

## 略歴
- 1981年 - 東京都渋谷区に生まれる。
- 1992年 - X JAPANのhideに憧れ、誕生日にギターを買ってもらう。
- 1994年 - 国士舘中学校に入学。
- 1995年 - 共通の知人を通じてYUKITOに出会い、THE BLUE HEARTSやラモーンズのコピーバンドを結成する。
- 1996年 - YUKITOの中学の文化祭を見に行き、YUKITOから本格的なバンドへの意欲を聞かされる。
- 1997年春 - Raphaelを結成。都立高校に入学。中学付属の高校もあったが、髪が伸ばせないという理由で都立を受験した。
- 1997年夏 - 父親との確執から家を出る。その後しばらくは同年代の一人暮らしをしていた友人の家に居候。
- 1997年秋 - プロデューサー・平井光一に出会う。
- 1997年冬 - Raphael初ライブ。
- 1998年春 - 高校を中退。
- 1999年夏 - Raphael：メジャーデビュー。
- 2000年春 - Raphael：日本武道館公演。このライブをかつて果たせなかった卒業式とする。
- 2000年10月31日 - 渋谷区恵比寿の自宅で死亡しているのが発見される。死因は市販の鎮痛剤の大量摂取による中毒とされる[2]。19歳没。

## 人物
- 自ら「総合芸術家」を名乗る程の完璧主義者である。衣装やステージセット、ツアーグッズ、CD等のデザインをはじめ、様々な才能を発揮。アパレル関係や美容師に憧れていたこともあり、Raphaelのインディーズ期はメンバーのメイクも華月の手によるものだった。
- 生粋のアイドルファンでもあり、作曲への影響はもちろんのこと、自ら80年代アイドルの歌をライブで披露していた。他にも音楽番組で共演した当時モーニング娘。の安倍なつみに自身のアルバム『mind soap』を手渡したというエピソードも語っており、Raphaelの楽曲「eternal wish 〜届かぬ君へ〜」の歌詞も、大塚寧々に対する想いを綴ったものだったという。
- ある時期まで洋楽アレルギーがあったが、ジャーマンメタルバンド・ハロウィンに触れ、洋楽嫌いを解消したらしい（華月の弁によれば、日本の歌謡曲と音楽的に共通する点が多く聴きやすかったという）。その辺りの音楽に熱中していた頃に作られた楽曲には露骨に影響を匂わすものも少なくなく、Raphaelのデビュー曲「花咲く命ある限り」に至っては楽曲それ自体もジャーマンメタルそのものだが、間奏のハンガリー舞曲をモチーフにしたギターソロはハロウィンの楽曲「Halloween」のパクリ（本人談）である。その後はデスメタルに傾倒し、ブラックモアズ・ナイトからケルト・アイリッシュサウンドにも興味を広げて行く。死の直前にはアイアン・メイデンの来日公演も観に行っていたという。
- 児童文学や少女漫画を好む。「lost graduation」のPVのモチーフにもなった『トーマの心臓』（萩尾望都）をはじめ、『天使なんかじゃない』（矢沢あい）、『花の幻想』（グランヴィル）、『ハックルベリー・フィンの冒険』（マーク・トウェイン）などを愛読した（矢沢あいには、華月メモリアルビデオの特典ポスターのイラストを描いてもらっている）。また、Raphaelのファンクラブ「聖天使学園天々団」は、『週刊少年ジャンプ』で連載されていた『花さか天使テンテンくん』（小栗かずまた）がその名前の由来だという。ボードレールやマラルメなどの詩集も集めていた。
- ボディーピアスやタトゥーを多数している。中でも右腕の目立つ位置に入れられたタトゥーには強い想いが込められ、それは「雪の人形」を発表した時に一部の心無いファンから受けた非難に失望し、音楽を止めようとすら思った自らに、音楽家以外の道を歩めないようにするための戒めとして彫ったものだという。ピアスに関してはYUKITOに強引に誘われて開けて以来、夢中になってしまったそうである。

## 交友関係
同期であるJanne Da Arc、PENICILLINのHAKUEI、YUKIYA、SEX MACHINEGUNSのANCHANG、pleurのクルト、Plastic Treeの有村竜太朗、La'Muleの紺、ROUAGEのKAIKI、ILLUMINAのNao、SのZEKKIと遊汝、LAREINEのKAMIJOなど、実に多くのヴィジュアル系アーティストとの交友があった。また、彼が影響を受けたと公言していた黒夢の清春は、直接的な交友こそなかったものの、彼の死後に追悼コメントを寄せている。
特にpleurのクルト（百合十字団）との親交が深く、華月本人のブログ、音楽雑誌の華月のコーナー等にも名前を出してる。華月本人がpleurのライブにも飛び入り出演、華月&クルトでRaphaelの武道館公演数日前に目黒鹿鳴館にて行われたソレイユイベントにも出現。

## ソロ活動

### 月色夜敷青年歌劇団
月色夜敷青年歌劇団（つきいろやしき-せいねんかげきだん）は、華月がヴォーカルを執っていたプライベートユニット。小泉今日子、酒井法子、南野陽子などの80年代アイドルの歌を演奏していた。
- 1999年5月 - YUKIYA主催イベント『Kreis/Tokyo』（川崎CLUB CITTA'）に出演。
- 1999年5月 - Raphaelワンマン『天使の檜舞台』（渋谷公会堂）に出演。
- 2000年3月 - Matinaイベント『XXX 〜Birthday celebrations〜』（渋谷ON AIR WEST）にベースにpleurのクルトと2人で出演。
- 2000年9月 - VELVET EDEN主催イベント『西友地下室』（高田馬場AREA）にベースにpleurのクルトと2人で出演。

### 百合十字団
百合十字団（ゆりじゅうじだん）は、華月の計画していたソロプロジェクト。上記の月色屋敷青年歌劇団を前身として始動するはずだった。メンバーはVo,クリス・ダークシュナイダー（華月）、Ba,クルト・バートン (ex.pleur) 、Gu,マスク(Studio Musicianの梶原・藤原)。音楽性を、「ネオクラシカル北欧系インダストリアルデスメタル」とし、「とにかく楽しいバンド」というコンセプトを掲げた。2000年11月7日の渋谷ON AIR WESTで行われるイベントで初披露される予定だったが、華月の突然の死により出演は中止となった。後に、残されたデータを元に平井光一らが未完成ながらも制作し、3曲入りのCDとしてインディーズレーベルより発売された。

### 雪の人形
「雪の人形」は、華月がRaphael日本武道館公演の直前に亡くなった一人のファンのために書き下ろした楽曲。武道館公演にて演奏・配布されたが、一部の心無い人々からの反感を買うことになる。詳細は華月自らが公式サイト内で詳しく述べている。百合十字団と同様、こちらも華月が生前最も信頼を置いていたスタッフの手により完成された。

## 作品
- CD
  - 雪の人形（配布）
  - 不滅華
  - 百合十字団 「百合十字団の覚醒」
  - 卒業白書／雪の人形
- Video / DVD
  - forever and ever.....
- 写真集
  - evergreen 〜素顔のままで〜
  - 大好き、かじゅりん
  - ティーンエイジ
- 著書
  - 蒼の邂逅（2000年に発売されたRaphaelのミニアルバム『卒業』に封入）